# Tổng công ty Giấy Việt Nam
Tổng công ty Giấy Việt Nam (Vinapaco) là doanh nghiệp được thành lập theo Quyết định số 256/TTg  ngày 29 tháng 04 năm 1995 của Thủ tướng Chính phủ theo mô hình Tổng Công ty Nhà nước (TCT 91).

## Lịch sử phát triển
Hình thành từ năm 1976, sau nhiều lần thay đổi tên gọi, cơ cấu tổ chức để phù hợp với yêu cầu, nhiệm vụ của từng thời kỳ phát triển đất nước, đến ngày 29 tháng 04 năm 1995, Tổng công ty Giấy Việt Nam được thành lập theo Quyết định số 256/TTg của Thủ tướng Chính phủ trên cơ sở tổ chức sắp xếp lại các đơn vị sản xuất, lưu thông, sự nghiệp về ngành giấy thuộc Bộ Công nghiệp nhẹ (nay là Bộ Công Thương) và các đơn vị sản xuất kinh doanh nguyên liệu giấy thuộc Bộ lâm nghiệp (nay thuộc Bộ Nông nghiệp và Phát triển Nông thôn) và các địa phương.
Năm 1976, Công ty Giấy Gỗ Diêm phía Bắc và công ty Giấy Gỗ Diêm phía Nam được thành lập. Hai công ty thực hiện chức năng quản lý sản xuất đối với các xí nghiệp quốc doanh giấy gỗ diêm Trung ương.
Đến năm 1978, Liên hiệp Xí nghiệp Giấy Gỗ Diêm (LHXNGGD) tổ chức lại trên cơ sở hợp nhất hai công ty Giấy Gỗ Diêm phía Bắc và phía Nam hoạt động theo Nghị định 302/CP ngày 01 tháng 12 năm 1978 của Hội đồng Chính phủ.
Sau đó, doo hoàn cảnh đất nước còn lạc hậu, để thuận lợi trong quản lý và điều hành sản xuất thì LHXNGGD toàn quốc được tách ra thành hai Liên hiệp khu vực vào năm 1984 là LHXNGGD1 (phía Bắc) và LHXNGGD2 (phía Nam). Mặc dù cho đến năm 1987, có Quyết định số 217/HĐBT nhưng thực tế hai Liên hiệp khu vực vẫn hoạt động như LHGGD toàn quốc vì thời gian này vẫn còn cơ chế bao cấp. Các đơn vị thành viên phụ thuộc toàn diện vào Liên hiệp.
Năm 1987, Quyết định 217/HĐBT của chủ tịch Hội đồng Bộ trưởng ra đời nhằm xoá bỏ cơ chế quản lý bao cấp, tháo gỡ khó khăn cho các xí nghiệp quốc doanh. Sự đổi mới cơ chế quản lý tạo cho xí nghiệp có quyền tự chủ về tài chính và sản xuất kinh doanh. Vai trò và tác dụng của Liên hiệp lúc đó bị lu mờ dần. Để phù hợp với cơ chế quản lý mới. Ngày 13 tháng 8 năm 1990, Liên hiệp sản xuất xuất nhập khẩu Giấy Gỗ Diêm (LHSX-XNK GGD) được thành lập theo Quyết định số 368/CNn-TCLĐ của Bộ Công nghiệp nhẹ trên cơ sở hợp nhất hai LHXNGGD số 1 và 2 lại. LHSX-XNK GGD toàn quốc hoạt động theo điều lệ liên hiệp xí nghiệp quốc doanh ban hành tại Nghị định số 27/HĐBT ngày 22 tháng 3 năm 1989.
Để mở rộng chức năng kinh doanh, dịch vụ thương mại trong thời kỳ nền kinh tế mở cửa, LHSX-XNK GGD được chuyển đổi tổ chức và hoạt động thành Tổng công ty Giấy Gỗ Diêm Việt Nam theo Quyết định số 204/CNn-TCLĐ ngày 22 tháng 3 năm 1993 của Bộ Công nghiệp nhẹ. Tổng công ty Giấy Gỗ Diêm Việt Nam lúc bấy giờ là tổ chức sản xuất kinh doanh, xuất nhập khẩu, thương mại và hoạt động chuyên ngành Giấy Gỗ Diêm. Chức năng và nhiệm vụ chủ yếu là: Tổ chức sản xuất kinh doanh xuất nhập khẩu thương mại và hoạt động dịch vụ chuyên ngành Giấy Gỗ Diêm. Tổng công ty làm đầu mối quản lý, đại diện ngành kinh tế kỹ thuật và giữ vai trò hạt nhân của Hiệp hội Giấy Việt Nam.
Năm 1995 thực hiện Quyết định số 91/TTg ngày 7 tháng 3 năm 1994 của Thủ tướng Chính phủ về việc thí điểm thành lập tập đoàn kinh doanh, Thủ tướng Chính phủ đã ra Quyết định số 256/TTg ngày 29 tháng 4 năm 1995 thành lập Tổng công ty Giấy Việt Nam trên cơ sở tổ chức, sắp xếp lại các đơn vị sản xuất, lưu thông, sự nghiệp về ngành giấy thuộc Bộ Lâm nghiệp và các địa phương. Tổng công ty Giấy Việt Nam là Tổng công ty Nhà nước hoạt động kinh doanh, mục đích để tăng cường năng lực cạnh tranh trên thị trường trong nước.
Triển khai thực hiện Quyết định này, ngày 2 tháng 8 năm 1995, Chính phủ ban hành nghị định số 52/CP phê chuẩn Điều lệ Tổ chức và hoạt động của Tổng công ty Giấy Việt Nam. Theo đó, Công ty Giấy Bãi Bằng là một trong 15 đơn vị thành viên hạch toán độc lập của Tổng công ty Giấy Việt Nam.
Ngày 1 tháng 2 năm 2005, Thủ tướng Chính phủ đã ban hành Quyết định số 29/2005/QĐ-TTg thành lập Tổng công ty Giấy Việt Nam là doanh nghiệp Nhà nước (DNNN) hạng đặc biệt hoạt động theo mô hình Công ty mẹ - Công ty con, chịu sự quản lý trực tiếp của Bộ Công Thương. Để hoạt động phù hợp theo luật doanh nghiệp số 60/2005/QH11, ngày 25 tháng 06 năm 2010 Thủ tướng Chính phủ ký quyết định số 983/QĐ -TTg Chuyển Công ty mẹ Tổng công ty Giấy Việt Nam thành Công ty trách nhiệm hữu hạn một thành viên do Nhà nước làm chủ sở hữu.
Ngày 6 tháng 6 năm 2011, Thủ tướng Chính phủ ban hành Quyết định số 858/QĐ-TTg phê duyệt Điều lệ tổ chức và hoạt động của Tổng công ty Giấy Việt Nam.. Đến ngày 22 tháng 02 năm 2013, Thủ tướng Chính phủ ban hành Quyết định số 346/QĐ-TTg phê duyệt Đề án tái cơ cấu Tổng công ty Giấy Việt Nam giai đoạn 2013 - 2015.
Ngày nay, Năng lực sản xuất của Vinapaco đạt xấp xỉ 200 nghìn tấn bột giấy/năm và 300 nghìn tấn giấy/năm, chất lượng sản phẩm đạt tiêu chuẩn quốc tế, bảo vệ môi trường đạt tiêu chuẩn Quốc gia. Quá trình sản xuất kinh doanh khép kín từ khâu quy hoạch phát triển vùng nguyên liệu gỗ đến khâu chế biến, tiêu thụ sản phẩm giấy. Bên cạnh mục tiêu sản xuất kinh doanh hiệu quả và mang lại lợi nhuận cao, Tổng công ty Giấy Việt Nam luôn duy trì thực hiện tốt các nghĩa vụ nộp thuế đối với Nhà nước và phúc lợi xã hội, an sinh cho người lao động. Đặc biệt là vấn đề bảo vệ môi trường, Vinapaco luôn coi đó là một trong những điều kiện tiên quyết để phát triển bền vững. Với hệ thống công nghệ hiện đại, ưu thế vượt trội về chế biến giấy và bột giấy, cùng với chiến lược đầu tư mở rộng, phát triển toàn diện, Tổng công ty đã khẳng định được vị thế ngày càng vững chắc trong ngành công nghiệp giấy Việt Nam và khu vực Đông Nam Á.

## Bộ máy tổ chức
Trải qua nhiều năm xây dựng và phát triển, Tổng công ty Giấy Việt Nam không ngừng phát triển lớn mạnh, với quy mô gồm: 13 phòng, ban chức năng; 20 đơn vị hạch toán phụ thuộc, 7 đơn vị hạch toán báo sổ, 1 công ty con và 7 công ty liên kết.

### Các phòng ban
| - Văn phòng - Ban Tổ chức - Phòng Xây dựng cơ bản - Phòng Tài chính - Kế toán - Phòng Kế hoạch - Phòng Thị trường - Phòng Kỹ thuật - Phòng Vật tư nguyên liệu - Phòng Lâm nghiệp - Phòng Kinh doanh Xuất nhập khẩu - Tổng kho - Ban Kiểm tra - Kiểm toán nội bộ - Ban Tuyên giáo - Truyền thông |  |  |  |  |  |  |  |  |  |  |  |  |  |  |  |  |  |  |  |  |  |  |  |  |  |  |  |  |  |  |  |  |  |  |  |  |  |  |  |  | - Phòng Kỹ thuật - Phòng Vật tư nguyên liệu - Phòng Lâm nghiệp - Phòng Kinh doanh xuất nhập khẩu - Phòng Điều độ - Tổng kho |

### Đơn vị hạch toán báo sổ
- Nhà máy Giấy (tại TT.Phong Châu, Phù Ninh, Phú Thọ)
- Nhà máy Điện
- Nhà máy Hóa chất
- Nhà máy chế biến gỗ
- Xí nghiệp Bảo dưỡng
- Xí nghiệp Vận tải
- Xí nghiệp Dịch vụ

### Đơn vị hạch toán phụ thuộc
| - Chi nhánh tại Hà Nội - Chi nhánh tại Đà Nẵng - Chi nhánh tại Thành phố Hồ Chí Minh - Công ty Thiết kế Lâm nghiệp - Công ty Lâm nghiệp Cầu Ham - Công ty Lâm nghiệp Ngòi Sảo - Công ty Lâm nghiệp Vĩnh Hảo - Công ty Lâm nghiệp Tân Thành - Công ty Lâm nghiệp Hàm Yên - Công ty Lâm nghiệp Tân Phong - Công ty Lâm nghiệp Đoan Hùng - Công ty Lâm nghiệp Thanh Hòa - Công ty Lâm nghiệp Sông Thao - Công ty Lâm nghiệp Tam Sơn - Công ty Lâm nghiệp Yên Lập - Công ty Lâm nghiệp Xuân Đài - Công ty Lâm nghiệp Tam Thắng - Công ty Lâm nghiệp Tam Thanh - Công ty Lâm nghiệp Lập Thạch - Công ty Giấy Tissue Sông Đuống |  |  |  |  |  |  |  |  |  |  |  |  |  |  |  |  |  |  |  |  |  |  |  |  |  |  |  |  |  |  |  |  |  |  |  |  |  |  |  |  | - Công ty Lâm nghiệp Hàm Yên - Công ty Lâm nghiệp Tân Phong - Công ty Lâm nghiệp Đoan Hùng - Công ty Lâm nghiệp Thanh Hòa - Công ty Lâm nghiệp Sông Thao - Công ty Lâm nghiệp Tam Sơn - Công ty Lâm nghiệp Yên Lập - Công ty Lâm nghiệp Xuân Đài |  |  |  |  |  |  |  |  |  |  |  |  |  |  |  |  |  |  |  |  |  |  |  |  |  |  |  |  |  |  |  |  |  |  |  |  |  |  |  |  | - Công ty Lâm nghiệp Tam Thắng - Công ty Lâm nghiệp Tam Thanh - Công ty Lâm nghiệp Lập Thạch - Công ty Giấy Tissue Sông Đuống |

### Công ty con
- Công ty TNHH MTV nguyên liệu giấy Miền Nam

### Công ty liên kết
| - Công ty cổ phần In Phúc Yên - Công ty cổ phần Giấy BBP - Công ty cổ phần tập đoàn Tân Mai - Công ty cổ phần Tân Mai Tây Nguyên - Công ty cổ phần Tân Mai miền Trung - Công ty cổ phần Sắn Sơn Sơn - Công ty cổ phần Giấy Thanh Hóa |  |  |  |  |  |  |  |  |  |  |  |  |  |  |  |  |  |  |  |  |  |  |  |  |  |  |  |  |  |  |  |  |  |  |  |  |  |  |  |  | - Công ty cổ phần Giấy Thanh Hóa - Công ty cổ phần Tập đoàn Tân Mai - Công ty cổ phần Tân Mai Lâm Đồng |  |  |  |  |  |  |  |  |  |  |  |  |  |  |  |  |  |  |  |  |  |  |  |  |  |  |  |  |  |  |  |  |  |  |  |  |  |  |  |  | - Công ty cổ phần Tân Mai Tây Nguyên - Công ty cổ phần Tân Mai miền Trung - Công ty cổ phần Tân Mai miền Đông - Công ty cổ phần Sắn Sơn Sơn |

### Đơn vị hạch toán độc lập
- Viện nghiên cứu cây nguyên liệu giấy

## Ngành nghề kinh doanh
Các ngành nghề kinh doanh chính của Tổng công ty bao gồm:
- Ngành, nghề kinh doanh chính: Sản xuất, kinh doanh giấy, bột giấy, các sản phẩm từ giấy; trồng và khai thác rừng nguyên liệu giấy.
- Ngành, nghề kinh doanh có liên quan phục vụ trực tiếp ngành, nghề kinh doanh chính:
  - Sản xuất, kinh doanh gỗ rừng trồng;
  - Sản xuất, kinh doanh điện, nước, hơi nước, vật tư, máy móc, thiết bị, hóa chất ngành giấy.
- Các ngành, nghề kinh doanh khác theo quyết định của Bộ trưởng Bộ Công Thương.

## Thành tựu, giải thưởng
Với những thành tích nổi bật và những đóng góp to lớn vào sự nghiệp xây dựng và phát triển đất nước, Tổng công ty Giấy Việt Nam đã vinh dự được Đảng và Nhà nước phong tặng Huân chương Độc lập hạng nhì, Huân chương Độc lập hạng ba, danh hiệu Anh hùng Lao động thời kỳ đổi mới và nhiều phần thưởng cao quý khác.
Dưới đây là tên các thành tựu và giải thưởng mà tổng công ty đạt được: (kèm theo là năm dành giải thưởng và nơi cấp)
- Huy chương vàng sản phẩm CleverUP (2011, Cục Xúc tiến Thương mại - Bộ Công Thương)
- Top 20 Nhãn hiệu nổi tiếng Việt Nam (2011, Hội Sở hữu trí tuệ Việt Nam)
- Top 100 giải thưởng Sao vàng Đất Việt (2011, Trung ương Hội liên hiệp Thanh niên Việt Nam)
- Top 100 “Sản phẩm, Dịch vụ Việt Nam được tin dùng” (2011, Ban tuyên giáo Trung ương)
- Top 10 “Sản phẩm dịch vụ hàng đầu Việt Nam” (2011, Do người tiêu dùng bình chọn)
- Top 500 Doanh nghiệp hàng đầu Việt Nam (2011, Báo Vietnamnet bình chọn)
- Giải Bạc Chất lượng Quốc gia (2011, Thủ tướng ký quyết định)
- Top 100 Thương hiệu Việt bền vững (2012, Tạp chí Thương hiệu Việt)
- Hàng Việt Nam Chất lượng cao (2012 và 2013, Do người tiêu dùng bình chọn)
- Giải Vàng Chất lượng Quốc gia (2012, Thủ tướng ký quyết định)
- Top 200 giải thưởng Sao vàng Đất Việt (2013, Trung ương Hội liên hiệp Thanh niên Việt Nam)